# Ruta Provincial 40 (Buenos Aires)
La Ruta Provincial 40 es un camino que se encuentra en el noreste de la provincia de Buenos Aires, Argentina. Inicia en las inmediaciones de la estación de ferrocarril de Merlo y finaliza en el paraje Norumbega, partido de Nueve de Julio.
Originalmente este camino se extendía desde la ciudad de Navarro hacia el sudoeste hasta que en 2002 la Dirección Provincial de Vialidad decidió integrar el recorrido de la Ruta Provincial 200 que se extendía entre Merlo y Navarro. Este último tramo correspondía a la Ruta Nacional 200 antes de 1988.
La ruta se encuentra pavimentada entre Merlo y Navarro, aunque es de tierra entre Pedernales y Norberto de la Riestra, en las cercanías de Veinticinco de Mayo y en Nueve de Julio
El 12 de junio de 2009 la Dirección Provincial de Vialidad firmó el contrato para la pavimentación de 19,3 km entre la ciudad de Veinticinco de Mayo y el paraje Martín Berraondopero nunca se realizó.
La ruta es casi totalmente doble mano, exceptuando el tramo de la av. Ricardo Balbín entre la av. Bicentenario y la estación Merlo, en donde la ruta es mano hacia esta última, siendo la calle Cervantes su contracarril compañera.

## Localidades
Las localidades por las que pasa esta ruta de noreste a sudoeste son las siguientes:

### Provincia de Buenos Aires
Recorrido: 238 km (km 31-269)
- Partido de Merlo: Merlo, Agustín Ferrari y Mariano Acosta. (Av. Dr. Ricardo Balbín)
- Partido de Marcos Paz: Marcos Paz. (Av. Dr. Marcos Paz)
- Partido de General Las Heras: General Hornos y General Las Heras. (Av. Centenario)
- Partido de Navarro: Navarro.
- Partido de Veinticinco de Mayo: Pedernales, Norberto de la Riestra y Veinticinco de Mayo.
- Partido de Nueve de Julio: Norumbega

## Intersecciones
A continuación se muestran las intersecciones con otras carreteras y vías ferroviarias.
|  | RMq | MWNODEa | exSTRq |

|  |  | RM |

|  | RMq | MWKRZu | RMq |

|  |  | RM |

| lDAMPF |  | SKRZ-Go |  |

|  | RMq | RMIdo | exSTRq |

|  |  | RM |

|  | exSTRq | MWNODE | exSTRq |

|  |  | RM |

|  |  | exSKRZ-G+eBUE |

|  |  | RM |

|  | exSTRq | MWNODE | exSTRq |

|  |  | RM |

|  | exSTRq | MWNODE | exSTRq |

|  | exSTRq | MWNODE | exSTRq |

|  |  | RM |

|  | exSTRq | MWNODE | exSTRq |